# Tân Chi
Tân Chi là một xã thuộc tỉnh Bắc Ninh, Việt Nam.

## Địa lý
Xã Tân Chi có vị trí địa lý:
- Phía đông giáp xã Chi Lăng
- Phía tây giáp các xã Liên Bão và Phật Tích
- Phía nam giáp các phường Thuận Thành và Mão Điền
- Phía bắc giáp các phường Nam Sơn và Hạp Lĩnh.

Xã Tân Chi có diện tích 18,11 km², dân số 27.812 người, mật độ dân số đạt 1.535 người/km².

## Lịch sử
Ngày 16 tháng 6 năm 2025, Ủy ban Thường vụ Quốc hội ban hành Nghị quyết số 1658/NQ-UBTVQH15 của UBTVQH về việc sắp xếp các đơn vị hành chính cấp xã của tỉnh Bắc Ninh năm 2025. Theo đó, sắp xếp toàn bộ diện tích tự nhiên, quy mô dân số của xã Lạc Vệ và xã Tân Chi thành xã mới có tên gọi là xã Tân Chi.